# Berijming van de tien geboden
De tien geboden zijn door de tijd heen meerdere keren op muziek gezet (“berijmd”). 

## 1539: Johannes Calvijn
De Frans-Zwitserse theoloog Johannes Calvijn publiceerde in 1539 de liedbundel “Aulcuns pseaulmes et cantiques mys en chant”. Hierin had hij tweeëntwintig fragmenten uit de Bijbel van berijming voorzien. Naast de tien geboden bevatte het ook negentien psalmen, de Lofzang van Simeon en het credo. 
Calvijn had de tien geboden ingedeeld in twaalf strofen: een inleidende strofe, één strofe per gebod, en een afsluitende strofe. Elke strofe werd afgesloten met “Kyrie eleison”. 
Om toegepast te worden in de zondagse eredienst had Calvijn het lied bedacht als gebed: de eerste zes strofen (met daarin de eerste vijf geboden) na de schuldbelijdenis en genadeverkondiging, en de laatste zes strofen (met daarin de laatste vijf geboden) na de groet en het eerste gebed.

## 1773: Johannes Eusebius Voet
Johannes Eusebius Voet schreef rond 1773 de liedtekst “Mijn ziel, herdenk met heilig beven” als berijming van de tien geboden. Hij gebruikte hiervoor een bestaande melodie uit de 16e eeuw. Het lied is opgenomen in de psalmberijming van 1773, een berijming die in de volksmond bekend staat als de “oude berijming”.

## 1965: Tom Naastepad
Rond 1965 berijmde Tom Naastepad de tien geboden met het lied “Dit is mijn woord: Ik ben uw God”. Hij schreef het lied op de wijs van “Mendip”, een oud Engels volksliedje.